# Tim Don
Pour les articles homonymes, voir Don.
Tim Don, diminutif de Timothy Philip Don, né le 14 janvier 1978 à Londres, est un triathlète et duathlète britannique, champion du monde de triathlon, de duathlon, d'aquathlon, détenteur en 2017 du record de temps sur compétition Ironman, multiple vainqueur de compétition Ironman 70.3

## Biographie
Tim Don est le fils de l'ancien arbitre de division une de football, Philip Don. Il  participe aux Jeux de Londres dans la catégorie jeune et au premier triathlon olympique lors des Jeux olympiques d'été 2000 où il prend la dixième place avec un temps total de 1 h 49 min 28 s. Sélectionné pour les Jeux Olympiques d'été 2004, il termine 18e avec un temps  de 1 h 54 min 42 s. Il est sélectionné une troisième fois pour les Jeux olympiques de Pékin 2008 en dépit d'une infraction aux règles de qualification en manquant des séries sélectives.  Aux Jeux Olympiques de Pékin, il ne réussit pas à terminer l'épreuve sortant de la partie natation en 48e place sur 55. Il est stoppé par les commissaires de courses sur la partie vélo étant hors délai sur les premiers. 
En septembre 2006 à Lausanne, il devient champion du monde après avoir terminé dix-sept secondes devant Hamish Carter. Cependant cette performance est éclipsée par une interdiction de trois mois pour avoir manqué quelques semaines plus tard, trois  tests de dépistage antidopage, les 18 mois précédant la course. L'interdiction expire le 25 décembre 2006 et le 25 mai 2007, il est radié par l'Association olympique britannique pour la sélection pour les futurs jeux olympiques malgré l'appel fait contre son interdiction temporaire. Le comité d'appel qualifie alors son comportement « d'indiscutablement, imprudent et irresponsable » . Tim Don  remporte le triathlon de Londres 2007 en 1 h 42 min 1 s.  En 2011, il est intronisé dans le Hall of Fame des Jeux de la Jeunesse de Londres. À partir de 2013, il débute dans le triathlon longue distance, en entreprenant des cycles d'entrainement et de formations spécifiques, pour participer au circuit Ironman. En 2014 après avoir fini troisième au championnat du monde d'Ironman 70.3, il participe pour la première fois à un Ironman sur l'édition inaugurale de l’Ironman de Majorque en Espagne. Il remporte cette épreuve en compagnie de l'Irlandaise Eimear Mullan.
En 2017, il établit le nouveau record du monde sur la distance en remportant l'Ironman du Brésil en 7 heures 40 minutes et 23 secondes. Cette performance l'amène à Hawaii pour disputer le Championnat du monde de l'Ironman. Mais deux jours avant la course, alors qu'il s'entraîne non loin de l'aéroport international de Kona, il est heurté par un camion. Il reste au sol avec le cou cassé. Sa deuxième vertèbre cervicale est fracturée, la colonne vertébrale est heureusement épargnée. 
Il choisit alors la réadaptation et la rééducation la plus compliquée. Celle qui lui laisse le plus de chance de retrouver toutes ses capacités physiques. Plutôt que les plaques, il opte pour le halo crânien. Six mois après sa blessure, il prend le départ du marathon de Boston. Pour le premier marathon solo de sa carrière, il espère finir la course en moins de trois heures. Il réalise le temps de 2 h 49 min 42 s. Poursuivant sur sa lancée, il s'élance pour son premier triathlon le 24 juin au Costa Rica. Course qu'il remporte en 4 h 29 min 15 s. En mai 2018, un documentaire sur sa revalidation sort sur internet. The man with the halo est un documentaire de 28 minutes qui suit Tim Don, depuis sa blessure à Hawaï jusqu'au marathon de Boston.
Il arrête sa carrière en 2020, et devient entraîneur un an après avec la triathlète anglaise Emma Pallant-Browne vice-championne du monde Ironman 70.3 en 2017.

## Palmarès
Les tableaux présentent les résultats les plus significatifs (podium) obtenus sur le circuit international de triathlon depuis 2002,,.
| Année | Compétition                                   | Pays         | Position           | Temps           |
| ----- | --------------------------------------------- | ------------ | ------------------ | --------------- |
| 2020  | Outlaw Half                                   | Royaume-Uni  | Médaille de bronze | 3 h 41 min 16 s |
| 2019  | Cannes Triathlon                              | France       | Médaille d'argent  | 4 h 26 min 45 s |
| 2017  | Ironman Brésil                                | Brésil       | Médaille d'or      | 7 h 40 min 23 s |
| 2017  | Challenge San Gil                             | Mexique      | Médaille d'or      | 3 h 54 min 10 s |
| 2017  | Championnat du monde Ironman 70.3             | États-Unis   | Médaille de bronze | 3 h 51 min 59 s |
| 2016  | Ironman Brésil                                | Brésil       | Médaille d'argent  | 8 h 4 min 15 s  |
| 2014  | Ironman Majorque                              | Espagne      | Médaille d'or      | 8 h 34 min 2 s  |
| 2014  | Championnat du monde Ironman 70.3             | Canada       | Médaille de bronze | 3 h 44 min 38 s |
| 2011  | Triathlon EDF Alpe d'Huez                     | France       | Médaille d'or      | 1 h 49 min 41 s |
| 2010  | Coupe du monde - l'étape de Hy-Vee            | États-Unis   | Médaille d'or      | 1 h 50 min 20 s |
| 2010  | Championnat britannique                       | Royaume-Uni  | Médaille d'or      | Timing          |
| 2008  | Coupe du monde - l'étape de Tongyeong         | Corée du Sud | Médaille d'or      | 1 h 38 min 14 s |
| 2007  | Triathlon de Londres                          | Royaume-Uni  | Médaille d'or      | 1 h 42 min 1 s  |
| 2007  | Championnat britannique                       | Royaume-Uni  | Médaille d'or      | Timing          |
| 2006  | Grand Prix de triathlon - Étape des Beauvais  | France       | Médaille d'or      | Timing          |
| 2006  | Championnat du monde                          | États-Unis   | Médaille d'or      | 1 h 51 min 32 s |
| 2006  | Championnat britannique                       | Royaume-Uni  | Médaille d'or      | Timing          |
| 2005  | Championnats du monde d'aquathlon             | Japon        | Médaille d'or      | 0 h 26 min 51 s |
| 2005  | Coupe du monde - l'étape de Honolulu          | États-Unis   | Médaille d'or      | 1 h 54 min 23 s |
| 2005  | Coupe du monde - l'étape de Madrid            | Espagne      | Médaille d'or      | 1 h 55 min 28 s |
| 2005  | Coupe du monde - l'étape de Corner Brook      | Canada       | Médaille d'or      | 1 h 54 min 0 s  |
| 2005  | Championnat britannique                       | Royaume-Uni  | Médaille d'or      | Timing          |
| 2004  | Championnat britannique                       | Royaume-Uni  | Médaille d'or      | Timing          |
| 2003  | Coupe du monde - l'étape de Saint-Pétersbourg | États-Unis   | Médaille d'or      | 1 h 45 min 5 s  |
| 2002  | Championnats du monde de duathlon             | États-Unis   | Médaille d'or      | 1 h 45 min 28 s |

| Année | Nombres | Épreuves                                    |
| ----- | ------- | ------------------------------------------- |
| 2018  | 1       | Costa Rica                                  |
| 2017  | 3       | Campeche, Liuzhou, Boulder                  |
| 2016  | 2       | Monterrey, Brasilia                         |
| 2015  | 4       | Saint George, Brasilia, Monterrey, Équateur |
| 2014  | 2       | Brasilia, Monterrey                         |
| 2013  | 3       | Augusta, Calgary, Eagleman                  |
| Total | 15      |                                             |

### Documentaire
- The man whith the halo mai 2018.